# 2016 FG59
2016 FG59, também escrito como 2016 FG59, é um objeto transnetuniano que está localizado no cinturão de Kuiper, uma região do Sistema Solar. Ele possui uma magnitude absoluta de 7,1 e tem um diâmetro estimado de 167 km.

## Descoberta
2016 FG59 foi descoberto no dia 28 de março de 2016 pelo DECam.

## Órbita
A órbita de 2016 FG59 tem uma excentricidade de 0,129 e possui um semieixo maior de 41,179 UA. O seu periélio leva o mesmo a uma distância de 35,869 UA em relação ao Sol e seu afélio a 46,488 UA.